# Sonate K. 185
La sonate K. 185 (F.135/L.173) en fa mineur est une œuvre pour clavier du compositeur italien Domenico Scarlatti.

## Présentation
La sonate K. 185, en fa mineur, est notée Andante. Le thème est donné par la basse — un des rares exemples — et traité en chaconne, mais avec l'habituelle fantaisie de Scarlatti.

## Manuscrits
Le manuscrit principal est le numéro 9 du volume II (Ms. 9773) de Venise (1752), copié pour Maria Barbara ; l'autre est Parme II 18 (Ms. A. G. 31407).

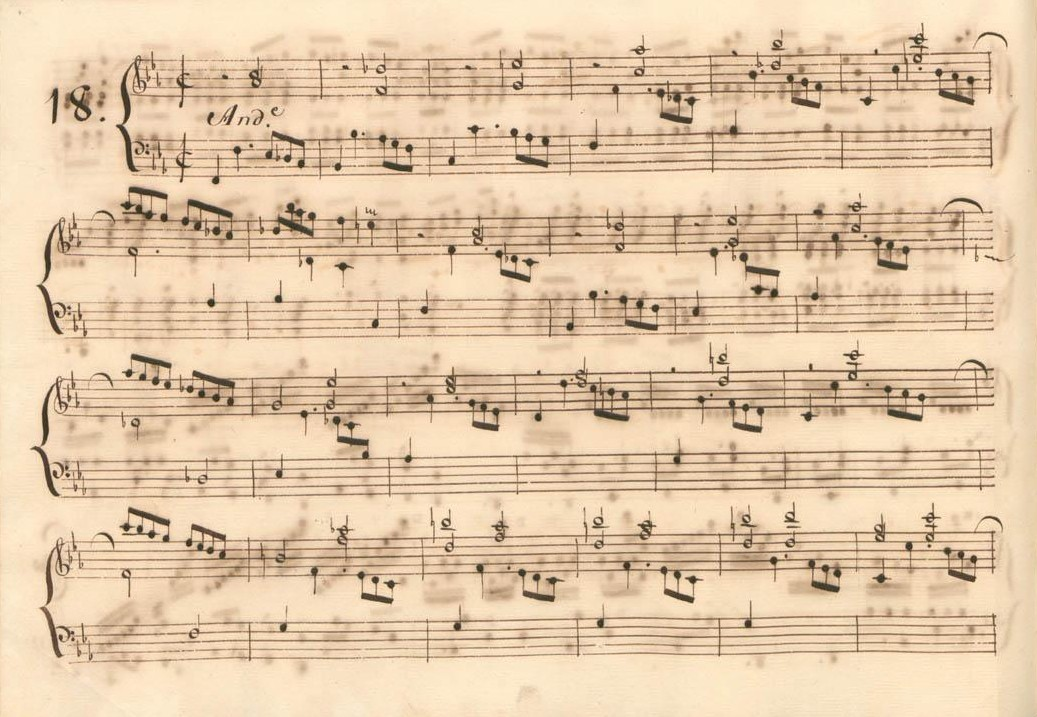
Parme II 18.
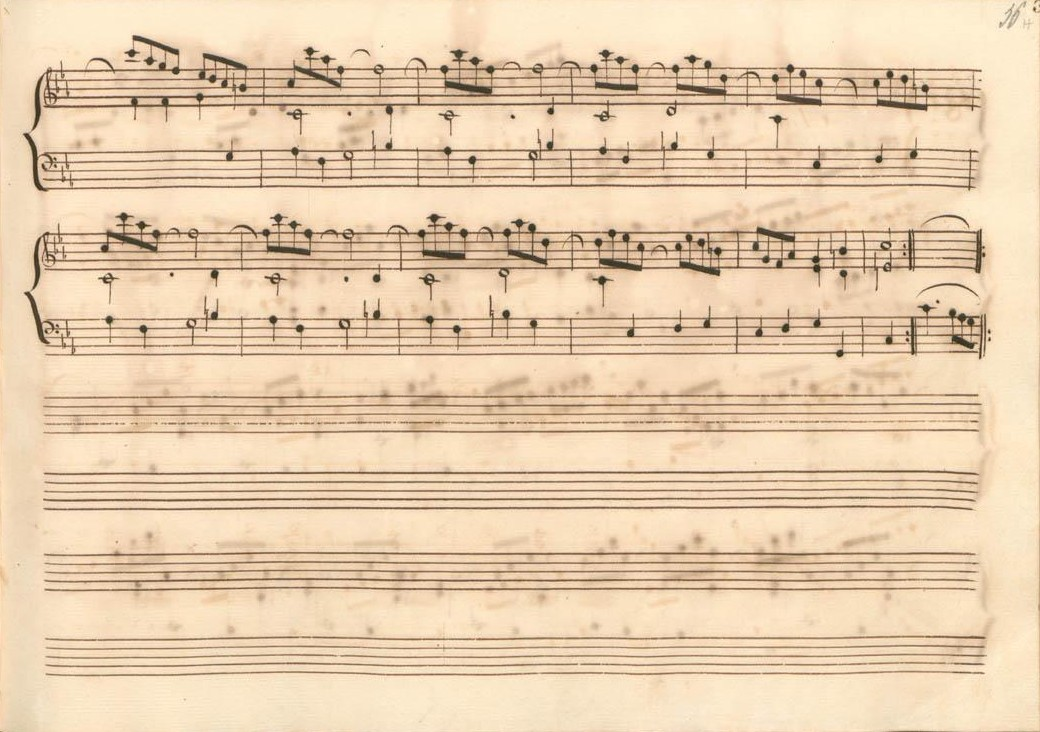
Parme II 18 (fin de la première section).
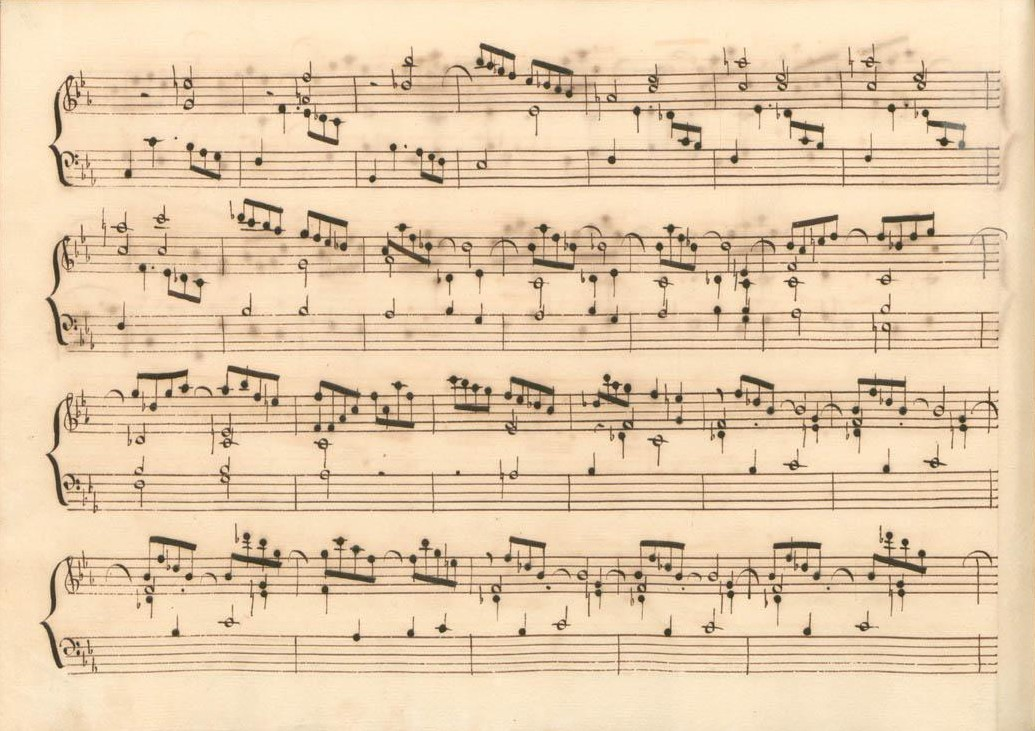
Parme II 18 (début de la seconde section).
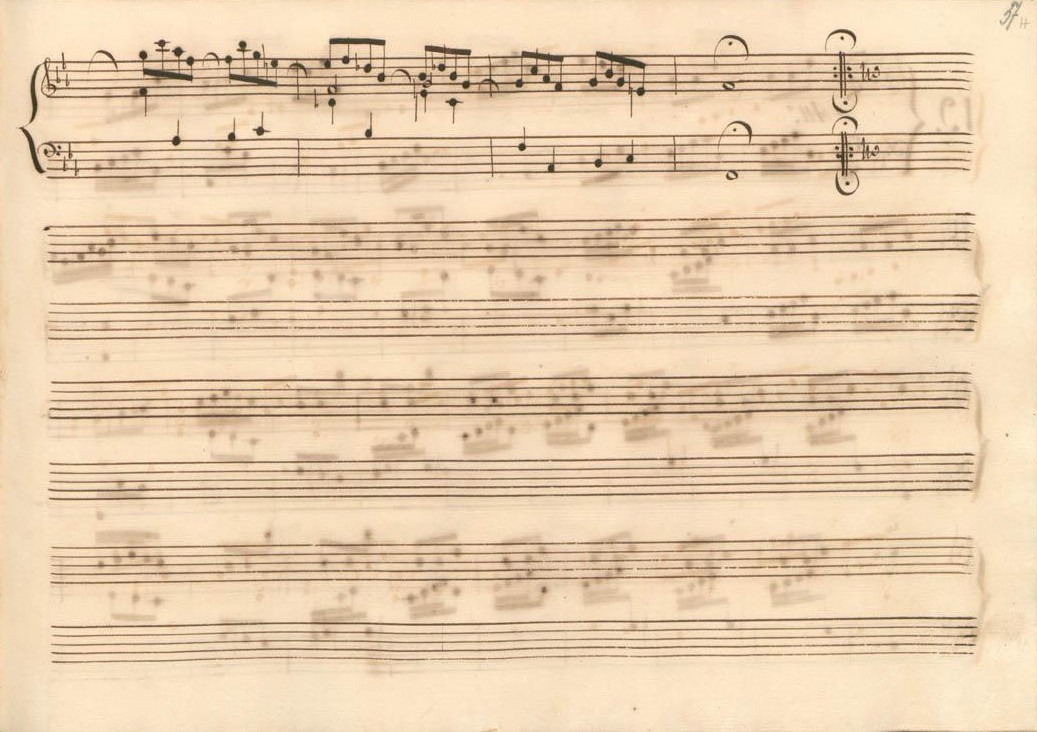
Parme II 18 (fin de la sonate).
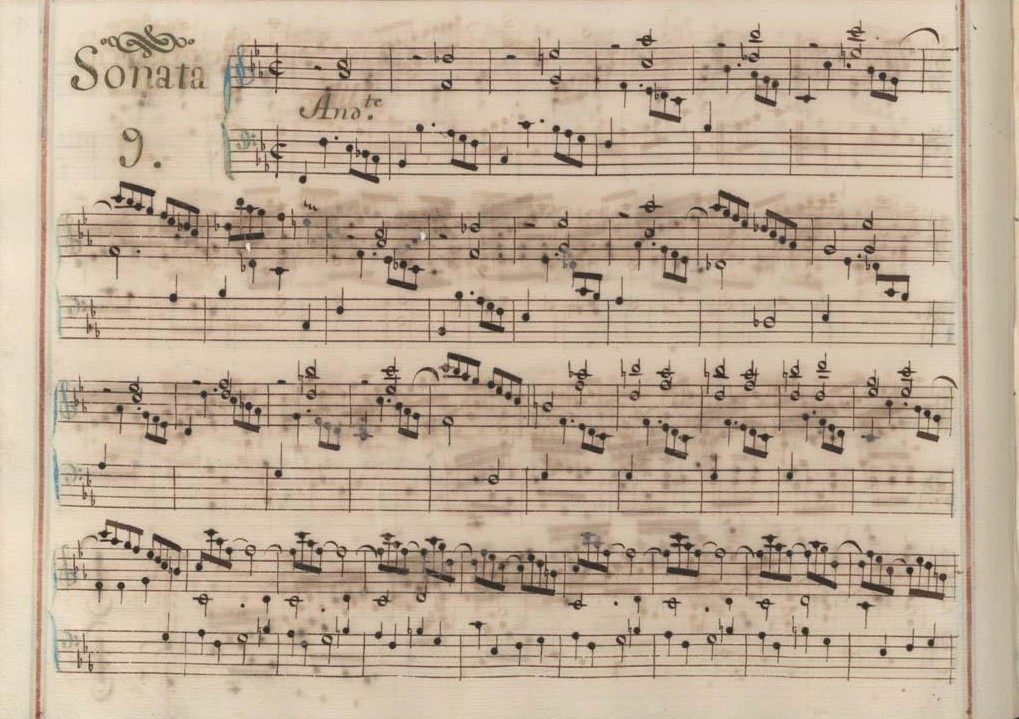
Venise II 9.
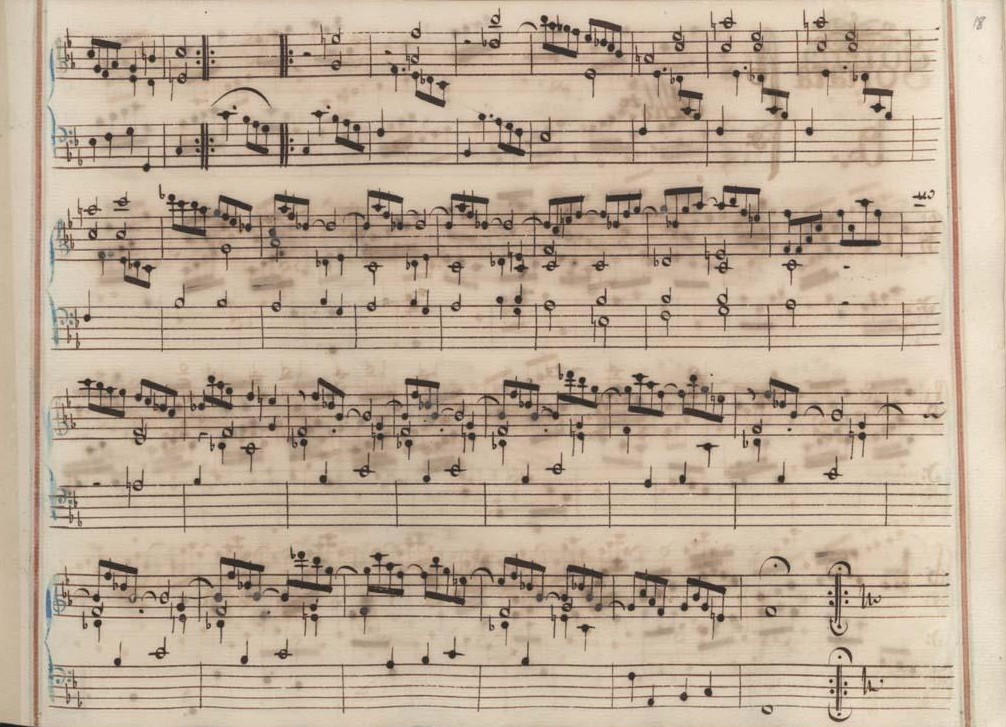
Venise II 9 (fin de la sonate).

## Interprètes
La sonate K. 185 est défendue au piano, notamment par Gerda Struhal (2007, Naxos, vol. 12), Carlo Grante (2009, Music & Arts, vol. 1) ; au clavecin par Gustav Leonhardt (1978, Seon/Sony), Scott Ross (1985, Erato), Richard Lester (2003, Nimbus, vol. 3), Pierre Hantaï (2002, Mirare, vol. 1) et Pieter-Jan Belder (Brilliant Classics, vol. 4). Johannes Maria Bogner (2015, Fra Berbardo-Collophon), l'interprète sur un clavicorde Thomas Vincent Glück d'après Cristofori et Tedi Papavrami (2006, Æon) l'interprète dans son arrangement pour violon seul.

## Sources
: document utilisé comme source pour la rédaction de cet article.
- Ralph Kirkpatrick (trad. de l'anglais par Dennis Collins), Domenico Scarlatti, Paris, Lattès, coll. « Musique et Musiciens », 1982 (1re éd. 1953 (en)), 493 p. (ISBN 978-2-7096-0118-4, OCLC 954954205, BNF 34689181).
- Alain de Chambure, « Domenico Scarlatti : Intégrale des sonates — Scott Ross », Erato (2564-62092-2), 1985 (OCLC 891183737) .